# Lorrez-le-Bocage-Préaux
Lorrez-le-Bocage-Préaux ist eine französische Gemeinde mit 1.244 Einwohnern (Stand: 1. Januar 2022) im Département Seine-et-Marne in der Region Île-de-France. Sie gehört zum Arrondissement Fontainebleau und zum Kanton Nemours (bis 2015: Kanton Lorrez-le-Bocage-Préaux). Die Einwohner werden Lorréziens genannt.

## Geographie
Lorrez-le-Bocage-Préaux liegt etwa 80 Kilometer südsüdöstlich von Paris am Lunain. Nachbargemeinden von Lorrez-le-Bocage-Préaux sind Villemaréchal im Norden und Nordwesten, Saint-Ange-le-Viel im Norden, Thoury-Férottes im Nordosten, Chevry-en-Sereine im Osten, Vaux-sur-Lunain im Osten und Südosten, Villebéon im Süden und Südosten, Égreville im Süden, Chaintreux und Remauville im Südwesten sowie Paley im Westen.

## Bevölkerungsentwicklung
| Jahr                      | 1962 | 1968 | 1975 | 1982 | 1990 | 1999 | 2006 | 2013 |
| Einwohner                 | 654  | 646  | 988  | 1051 | 1192 | 1265 | 1251 | 1283 |
| Quelle: Cassini und INSEE |      |      |      |      |      |      |      |      |

## Sehenswürdigkeiten
Siehe auch: Liste der Monuments historiques in Lorrez-le-Bocage-Préaux
- Kirche Sainte-Anne aus dem 13. Jahrhundert, Monument historique
- Kirche Notre-Dame-de-la-Nativité in Préaux
- Château de la Motte, Ende des 15. Jahrhunderts erbaut, Monument historique

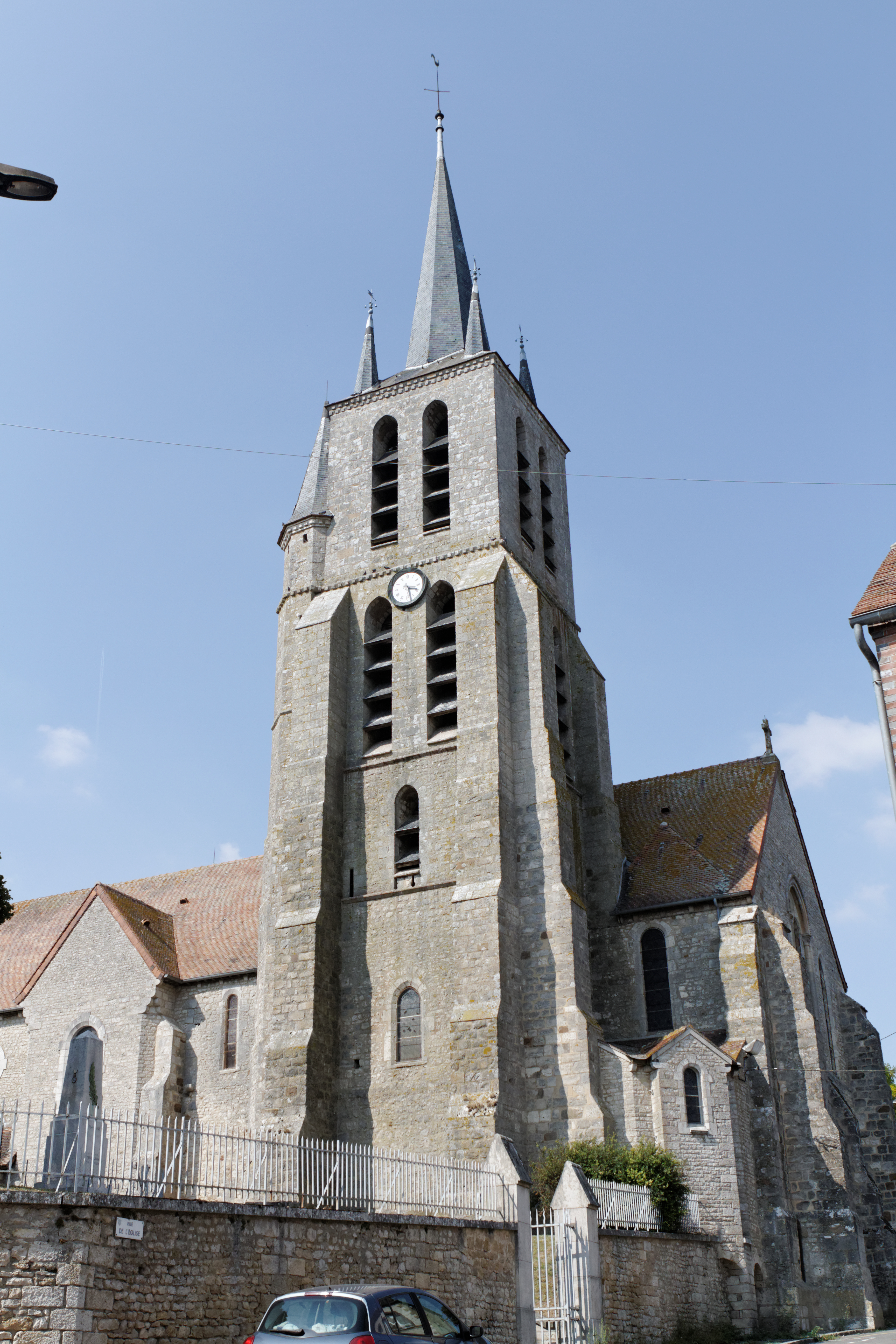
Kirche Sainte-Anne
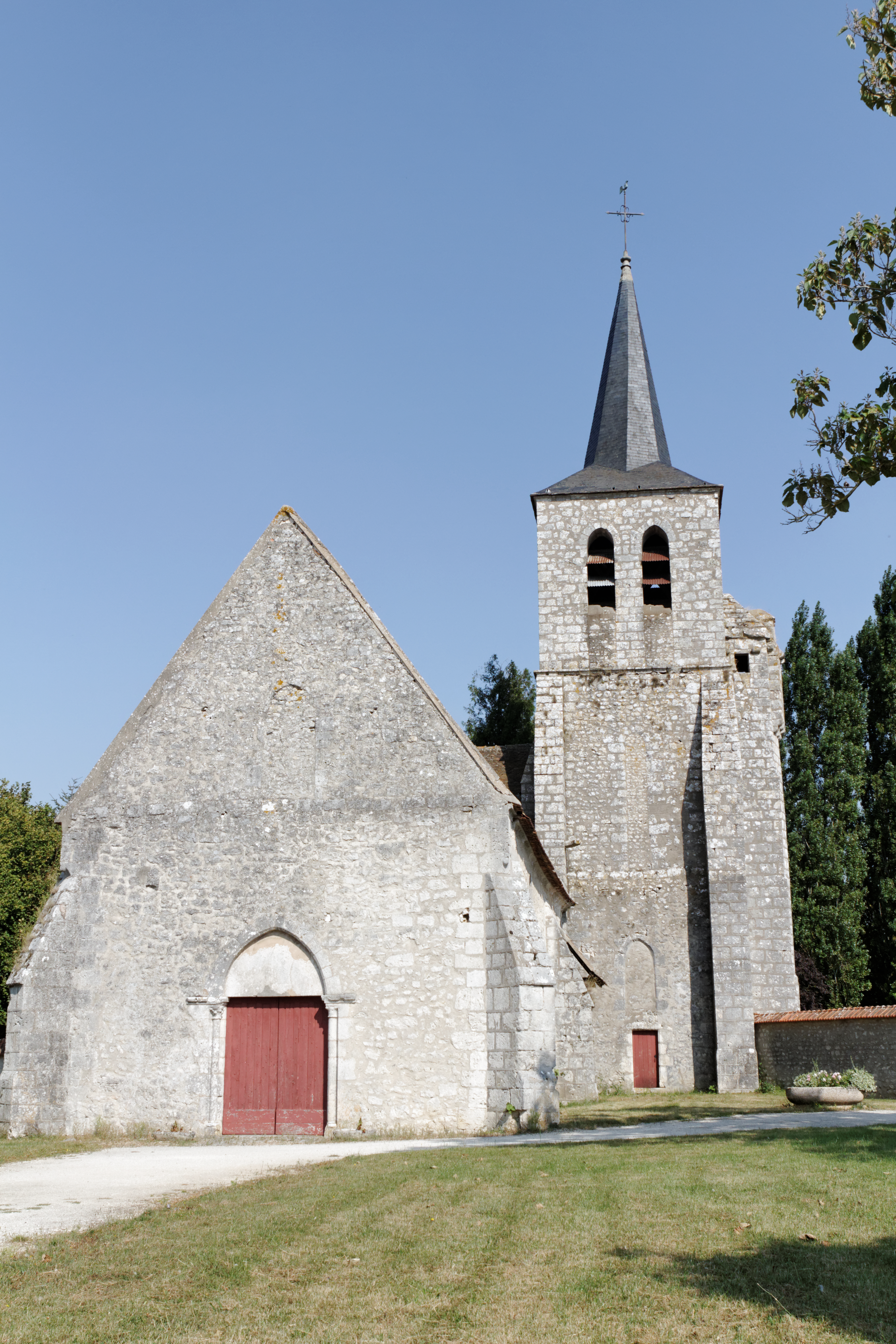
Kirche Notre-Dame-de-la-Nativité
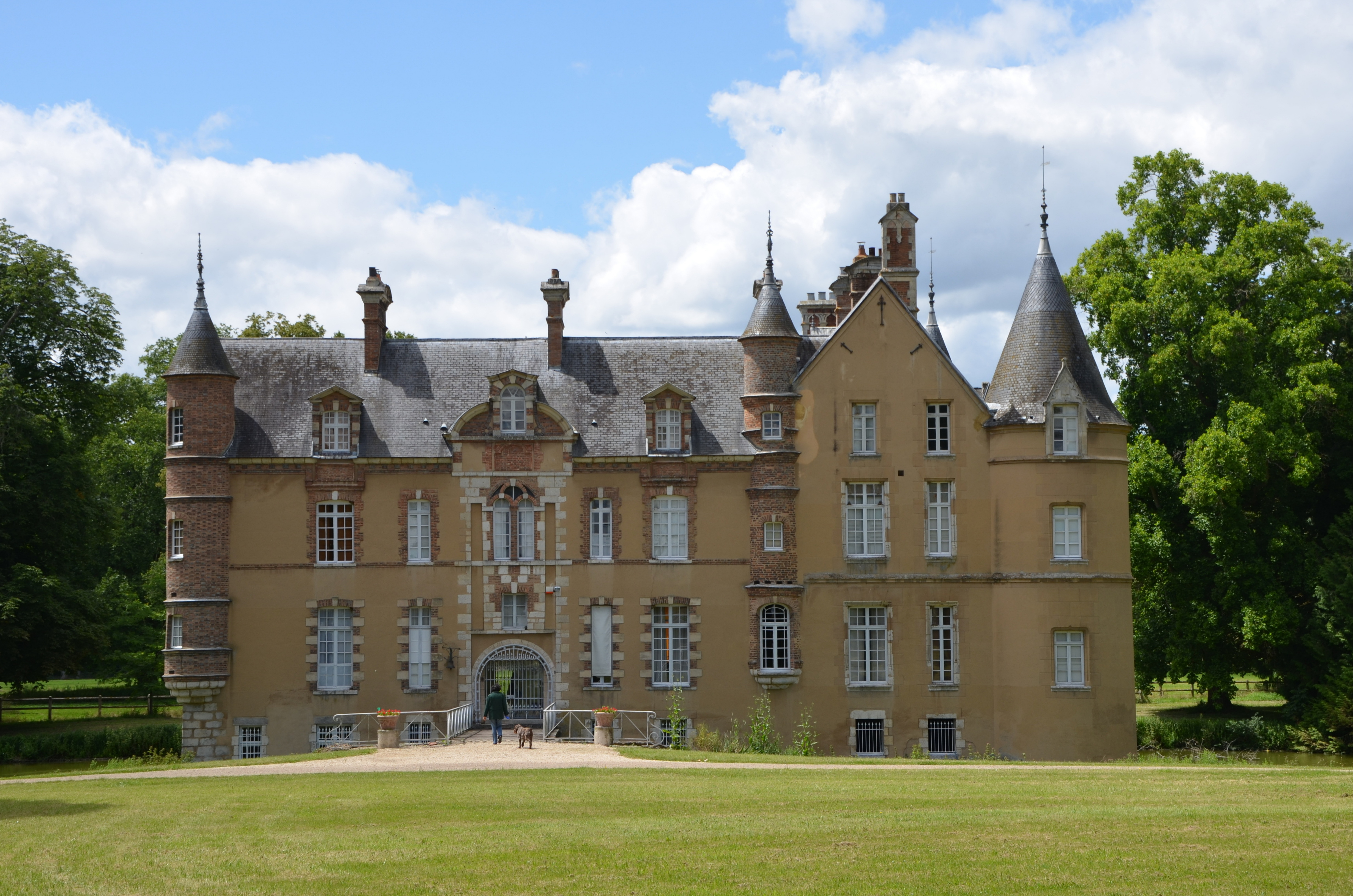
Château de la Motte

## Gemeindepartnerschaften
Mit der deutschen Gemeinde Himmelpforten in Niedersachsen besteht eine Partnerschaft.